# Lesley Selander
Pour les articles homonymes, voir Selander.
Lesley Selander  est un réalisateur américain né le 26 mai 1900 à Los Angeles en Californie, et mort le 5 décembre 1979 à Los Alamitos.
Lesley Selander (parfois crédité Les Selander) fut l'un des réalisateurs les plus prolifiques de westerns de série B. Beaucoup de ses films sont restés inédits en France. Son film le plus célèbre est Return from the Sea[réf. nécessaire], réalisé en 1954.

## Filmographie

### Comme réalisateur (filmographie complète)

#### Années 1930
- 1936 : Empty Saddles
- 1936 : The Boss Rider of Gun Creek (en)
- 1936 : Ride 'Em Cowboy (en)
- 1937 : The Barrier
- 1937 : Hopalong Rides Again (en)
- 1937 : Smoke Tree Range (en)
- 1937 : Left-Handed Law (en)
- 1937 : Sandflow (en)
- 1938 : The Frontiersmen (en)
- 1938 : The Mysterious Rider
- 1938 : Pride of the West (en)
- 1938 : Bar 20 Justice (en)
- 1938 : Au cœur de l'Arizona (en) (Heart of Arizona)
- 1938 : Cassidy of Bar 20 (en)
- 1938 : Partners of the Plains (en)
- 1939 : Bataille rangée (en) (Range War)
- 1939 : Renegade Trail (en)
- 1939 : Heritage of the Desert (en)
- 1939 : Le Cavalier de l'Arizona (en) (Silver on the Sage)

#### Années 1940
- 1940 : Trois hommes du Texas (en) (Three Men from Texas)
- 1940 : Cherokee Strip (en)
- 1940 : Knights of the Range (en)
- 1940 : Stagecoach War (en)
- 1940 : Hidden Gold (en)
- 1940 : The Light of Western Stars (en)
- 1941 : Riders of the Timberline (en)
- 1941 : Stick to Your Guns (en)
- 1941 : Terreur sur la ville (en) (Wide Open Town)
- 1941 : Pirates à cheval (en) (Pirates on Horseback)
- 1941 : The Roundup (en)
- 1941 : L'Aventure en Eldorado (Doomed Caravan)
- 1942 : Le Canyon perdu (Lost Canyon)
- 1942 : Robin des Bois cow-boy (Red River Robin Hood) de Lesley Selander
- 1942 : L'Homme caché (Undercover Man)
- 1942 : Bandit Ranger (en)
- 1942 : Thundering Hoofs (en)
- 1943 : Zone mortelle (Riders of the Deadline)
- 1943 : Bar 20
- 1943 : Colt Comrades (en)
- 1943 : La Vallée infernale (Buckskin Frontier)
- 1943 : Patrouille frontière (en) ou Le Cercle infernal (Border Patrol)
- 1944 : Sheriff of Las Vegas (en)
- 1944 : Firebrands of Arizona (en)
- 1944 : Sheriff of Sundown (en)
- 1944 : Cheyenne Wildcat (en)
- 1944 : Stagecoach to Monterey (en)
- 1944 : Bordertown Trail (en)
- 1944 : Call of the Rockies (en)
- 1944 : Les Pillards de l'Arizona (Forty Thieves)
- 1944 : Les Maîtres de la forêt (en) (Lumberjack)
- 1945 : The Fatal Witness
- 1945 : Jungle Raiders (en)
- 1945 : Phantom of the Plains (en)
- 1945 : Trail of Kit Carson (en)
- 1945 : Three's a Crowd
- 1945 : The Vampire's Ghost (en)
- 1946 : Out California Way (en)
- 1946 : Night Train to Memphis (en)
- 1946 : Traffic in Crime (en)
- 1946 : Passkey to Danger (en)
- 1947 : L'Étalon rouge (The Red Stallion)
- 1947 : Blackmail
- 1947 : Robin Hood of Texas (en)
- 1947 : Saddle Pals (en)
- 1947 : Last Frontier Uprising (en)
- 1947 : The Pilgrim Lady
- 1948 : Indian Agent (en)
- 1948 : La Ruée vers l'or noir (en) (Strike It Rich)
- 1948 : Belle Starr's Daughter (en)
- 1948 : Guns of Hate (en)
- 1948 : Le Justicier de la Sierra (Panhandle)
- 1949 : The Mysterious Desperado (en)
- 1949 : Masked Raiders (en)
- 1949 : Panique sauvage au Far-West (en) (Stampede)
- 1949 : Charlie Chan et le Dragon volant (Sky Dragon)
- 1949 : Rustlers (en)

#### Années 1950
- 1950 : Short Grass (en)
- 1950 : The Kangaroo Kid
- 1950 : Rio Grande Patrol (en)
- 1950 : Rider from Tucson (en)
- 1950 : Storm Over Wyoming (en)
- 1950 : Dakota Lil (en)
- 1951 : Overland Telegraph (en)
- 1951 : Destination Mars (Flight to Mars)
- 1951 : Pistol Harvest (en)
- 1951 : Le Chevalier au masque de dentelle (The Highwayman)
- 1951 : Gunplay
- 1951 : Calvary Scout (it)
- 1951 : J'étais une espionne américaine (I Was an American Spy)
- 1951 : Saddle Legion (en)
- 1952 : L'Heure de la vengeance (The Raiders)
- 1952 : L'Escadrille de l'enfer (Flat Top)
- 1952 : Les Vainqueurs de Corée (Battle Zone)
- 1952 : Desert Passage (en)
- 1952 : Road Agent (en)
- 1952 : Trail Guide (en)
- 1953 : Fighter Attack
- 1953 : Complot dans la jungle (en) (The Royal African Rifles)
- 1953 : La Loi du scalp (War Paint)
- 1953 : Fort Alger (Fort Algiers)
- 1953 : Les Cow-boys (en) (Cow Country)
- 1953 : Les Tuniques rouges (Fort Vengeance)
- 1954 : Return from the Sea (en)
- 1954 : La Hache sanglante (The Yellow Tomahawk)
- 1954 : Le Défi des flèches (Arrow in the Dust)
- 1955 : Les Rats du Bled (en) (Desert Sands)
- 1955 : Fort Yuma
- 1955 : La Furieuse Chevauchée (en) (Tall Man Riding)
- 1955 : Amour, fleur sauvage (Shotgun)
- 1956 : Quincannon, Frontier Scout (en)
- 1956 : The Broken Star (en)
- 1957 : The Wayward Girl (en)
- 1957 : Taming Sutton's Gal (en)
- 1957 : Outlaw's Son
- 1957 : Le Fort de la révolte (en) (Revolt at Fort Laramie)
- 1957 : Le Sentier de la guerre (en) (Tomahawk Trail)
- 1958 : Le Justicier masqué (The Lone Ranger and the Lost City of Gold)

#### Années 1960
- 1965 : Convict Stage
- 1965 : Quand parle la poudre (Town Tamer)
- 1965 : Fort Courageous (en)
- 1965 : War Party (en)
- 1966 : El Texican
- 1967 : Fort Utah
- 1968 : Les Rebelles de l'Arizona (Arizona Bushwhackers)

### Comme assistant-réalisateur
- 1928 : Soft Living de James Tinling
- 1928 : Don't Marry de James Tinling
- 1929 : Sa vie m'appartient (True Heaven) de James Tinling